# Chřestovité
Chřestovité (Asparagaceae Juss) je čeleď jednoděložných rostlin z řádu chřestotvaré (Asparagales). Ve starších taxonomických systémech byla čeleď řazena do řádu liliotvaré (Liliales) nebo byly zástupci čeledi řazeny do čeledi liliovité v širokém pojetí (Liliaceae s.l.).
Podle systému APG III sem bylo přiřazeno větší množství dříve samostatných čeledí, a to: Agavaceae - agávovité, Aphyllanthaceae, Hesperocallidaceae, Hyacinthaceae - hyacintovité, Laxmanniaceae, Ruscaceae - listnatcovité, Themidaceae.

## Popis
Toto je popis čeledi v užším smyslu (s. str.)
Jedná se zpravidla o vytrvalé pozemní byliny, nebo keře či liány, převážně s oddenky. Jsou to rostliny jednodomé s oboupohlavnými květy nebo jednopohlavnými květy či dvoudomé. Listy nejsou nahloučeny na bázi ani na vrcholu, většinou jsou velmi redukované, šupinovité, tedy jednoduché, přisedlé, střídavé, víceméně s listovými pochvami. Čepele listů jsou celokrajné, žilnatina je souběžná. Redukované listy nahrazují svazečky fylokladií, které připomínají listy (často čárkovitého tvaru). Fylokladium je přeměněná část stonku připomínající list. Květy jsou jednotlivé nebo v květenstvích, zpravidla ve vrcholících, hroznech nebo okolících. Květy jsou oboupohlavné nebo jednopohlavné, pravidelné. Okvětí je vyvinuto, zpravidla 6 okvětních lístků ve 2 přeslenech, okvětní lístky jsou srostlé a pak vytvářejí okvětní trubku nebo volné, jsou bílé, zelené, nebo žluté. Tyčinek je 6, ve 2 přeslenech, jsou na bázi srostlé s okvětním, ale navzájem jsou volné. V samičích květech jsou tyčinky přeměněny na staminodia. Gyneceum je složeno ze 3 plodolistů, je synkarpní, čnělka je 1, semeník je svrchní. Plod je dužnatý,nepukavý, převážně bobule.

## Rozšíření
Je známo asi 1-3 rody a asi 370 druhů, které jsou rozšířeny hlavně od mírného pásu po tropy na severní polokouli, v jižní Africe a v Austrálii. Podle širšího pojetí systému APG III to je pak asi 153 rodů a asi 2480 druhů, které jsou rozšířené po většině světa.
V původní květeně České republiky je čeleď zastoupena celkem 8 rody: bělozářka, chřest, kokořík, konvalinka, ladoňka, modřenec, pstroček, snědek. Některé další druhy jsou pěstovány a občas zplaňují.

## Zástupci
- agáve (Agave)
- albuka (Albuca)
- belevalie (Bellevalia)
- bělozářka (Anthericum)
- besera (Bessera)
- bezlístka (Aphyllanthes)
- blankytka (Othocallis)
- blumerie (Bloomeria)
- bohyška (Hosta)
- bokarnea (Beaucarnea)
- bovie (Bowiea)
- brodea (Brodiaea)
- danae (Danae)
- dasylirion (Dasylirion)
- dichelostema (Dichelostemma)
- dipkadka (Dipcadi)
- disporovka (Disporopsis)
- dračinec (Dracaena)
- dračinka (Cordyline)
- drimie (Drimia)
- drimiovka (Drimiopsis)
- furkrea (Furcraea)
- hyacint (Hyacinthus)
- hyacintec (Pseudomuscari)
- hyacintka (Hyacinthella)
- hyacintovec (Hyacinthoides)
- chocholatice (Eucomis)
- chřest (Asparagus)
- juka (Yucca)
- kokořík (Polygonatum)
- konvalinka (Convallaria)
- kořenokvětka (Aspidistra)
- ladoník (Camassia)
- ladoňka (Scilla)
- lachenálie (Lachenalia)
- ledeburie (Ledebouria)
- liriope (Liriope)
- listnatec (Ruscus)
- masonie (Massonia)
- modřenec (Muscari)
- nolina (Nolina)
- pstroček (Maianthemum)
- puškinie (Puschkinia)
- reinekkie (Reineckea)
- rodea (Rohdea)
- salsa (Herreria)
- sanseviera (Sansevieria)
- sedoulek (Ophiopogon)
- semele (Semele)
- snědek (Ornithogalum)
- šplhavka (Eustrephus)
- tritelea (Triteleia)
- tuberóza (Polianthes)
- veltheimie (Veltheimia)
- zelenec (Chlorophytum)[2]

## Přehled rodů a taxonomické členění
- podčeleď Agavoideae
  - Agave (včetně Manfreda, Polianthes, Prochnyanthes), Anemarrhena, Anthericum, Behnia, Beschorneria, Camassia, Chlorogalum, Chlorophytum, Clara, Diamena, Diora, Diuranthera, Echeandia, Eremocrinum, Furcraea, Hagenbachia, Hastingsia, Herreria, Herreriopsis, Hesperaloe, Hesperocallis, Hesperoyucca, Hosta, Leucocrinum, Paradisea, Schoenolirion, Trihesperus, Yucca

- podčeleď Aphyllanthoideae
  - Aphyllanthes

- podčeleď Asparagoideae
  - Asparagus, Hemiphylacus

- podčeleď Brodiaeoideae
  - Androstephium, Bessera, Bloomeria, Brodiaea, Dandya, Dichelostemma, Jaimehintonia, Milla, Muilla, Petronymphe, Triteleia, Triteleiopsis

- podčeleď Lomandroideae
  - Acanthocarpus, Arthropodium, Chamaescilla, Chamaexeros, Cordyline, Dichopogon, Eustrephus, Laxmannia, Lomandra, Murchisonia, Romnalda, Sowerbaea, Thysanotus, Trichopetalum, Xerolirion

- podčeleď Nolinoideae
  - Aspidistra, Beaucarnea (vč. Calibanus), Calibanus, Comospermum, Convallaria, Danae, Dasylirion, Disporopsis, Dracaena (vč. Chrysodracon), Eriospermum, Heteropolygonatum, Liriope, Maianthemum, Nolina, Ophiopogon, Peliosanthes, Polygonatum, Reineckea, Rohdea, Ruscus, Sansevieria, Semele, Speirantha, Theropogon, Tupistra

- podčeleď Scilloideae
  - Albuca, Alrawia, Barnardia, Bellevalia, Bowiea, Brimeura, Daubenya, Desertia, Dipcadi, Drimia (vč. Schizobasis), Drimiopsis, Eucomis, Fessia, Fusifilum, Hyacinthella, Hyacinthoides, Hyacinthus, Lachenalia, Ledebouria, Leopoldia, Massonia, Merwilla, Muscari, Namophila, Ornithogalum (vč. Galtonia), Oziroe, Prospero, Pseudogaltonia, Pseudomuscari, Pseudoprospero, Resnova, Rhodocodon, Schizocarphus, Scilla (vč. Chionodoxa), Spetaea, Veltheimia, Whiteheadia, Zagrosia[3][4][5]